# Phymanthus
Phymanthus is een geslacht van zeeanemonen uit de klasse van de Anthozoa (bloemdieren).

## Soorten
- Phymanthus buitendijki Pax, 1924
- Phymanthus coeruleus (Quoy & Gaimard, 1833)
- Phymanthus crucifer (Le Sueur, 1817)
- Phymanthus levis Kwietniewski, 1898
- Phymanthus loligo (Hemprich & Ehrenberg in Ehrenberg, 1834)
- Phymanthus muscosus Haddon & Shackleton, 1893
- Phymanthus pinnulatus Martens in Klunzinger, 1877
- Phymanthus pulcher (Andrès, 1883)
- Phymanthus rhizophorae (Mitchell, 1890)
- Phymanthus sansibaricus Carlgren, 1900
- Phymanthus strandesi Carlgren, 1900